# Innuendo
«Innuendo» (укр. «Інсинуація») — чотирнадцятий студійний альбом британського рок-гурту «Queen», випущений 5 лютого 1991 року «Parlophone Records» у Великій Британії і «Hollywood Records» в США. Спродюсований Девідом Річардсом і власне «Queen», це був останній студійний альбом гурту з вокалістом Фредді Мерк'юрі перед його смертю у 1991 році і басистом Джоном Діконом перед його відходом на пенсію у 1997 році. Він досяг № 1 в чартах альбомів Великої Британії і залишався на цій позиції протягом двох тижнів, а також досяг № 1 в Італії, Нідерландах, Німеччині, Швейцарії, залишаючись на № 1 протягом трьох тижнів, чотирьох тижнів, шести тижнів і восьми тижнів відповідно. Це був перший альбом «Queen», який став «золотим» в США після його виходу з часів «The Works» 1984 року.
Альбом був записаний в період з березня 1989 року по листопад 1990 року. Навесні 1987 року, у Мерк'юрі діагностували СНІД, хоча він тримав свою хворобу в секреті від громадськості і заперечував численні повідомлення ЗМІ про те, що він серйозно хворий. Гурт і продюсери планували випустити альбом в листопаді або грудні, щоб встигнути його викласти на найважливіший різдвяний ринок, але погіршення здоров'я Мерк'юрі означало, що реліз альбому відбудеться лише в лютому 1991 року. Стилістично, «Innuendo» — це в певному сенсі повернення до «коріння» «Queen» з їхнім більш жорстким рок-звучанням, складною музичною композицією (титульний трек), психоделічними ефектами («I'm Going Slightly Mad») і дещо ослабленим вокалом Мерк'юрі в межах трьох октав (Фа великої октави-Ля другої октави). Через дев'ять місяців після виходу альбому Мерк'юрі помер від бронхіальної пневмонії, викликаної СНІДом.
Обкладинку альбому розробили «Queen» і Річард Грей. Зображення буклетів та обкладинок синглів до альбому належать Гранвіллю або натхненні його ілюстраціями. «Innuendo» був визнаний 94-м найкращим альбомом всіх часів в національному опитуванні «BBC» 2006 року.

## Передумови та запис
У травні 1989 року гурт «Queen» випустив свій тринадцятий студійний альбом «The Miracle», але, на відміну від попередніх платівок, він не став проводити концертного туру на його підтримку. Фронтмен гурту Фредді Мерк'юрі пояснював це в інтерв'ю для «BBC Radio 1» тим, що хоче відійти від кар'єрної рутини «альбом-тур-альбом-тур». У 1987 році йому у конфіденційному порядку поставили діагноз «ВІЛ-інфекція», а на момент інтерв'ю в нього діагностували СНІД, який ще не був оприлюднений і про який знала лише решта членів гурту; проте чутки щодо його здоров'я і про ймовірню присутність у нього цього захворювання почали поширюватися серед громадськості ще з 1988 року, причому таким припущенням сприяло явне погіршення його зовнішнього вигляду, особливо втрата ваги. У той час як Мерк'юрі зберігав мовчання, вважаючи за краще не спілкуватися з пресою, інші учасники гурту заперечували чутки; прикладом цього стало те, де одного разу барабанщик гурту Роджер Тейлор заявив журналістам, що «він здоровий і працює». У лютому 1990 року «Queen» отримали премію «Brit» «За видатний внесок в британську музику». На церемонії вручення, яка проходила в театрі «Домініон», нагороду на сцені приймав Мерк'юрі, а Браян Мей висловлював промову від імені гурту. Поява Мерк'юрі на церемонії у ще більш схудлому вигляді надалі викликала нові припущення громадськості щодо стану його здоров'я, які не припинялися протягом всього 1990 року. Ця церемонія стала останнім публічним виступом Мерк'юрі.
Мерк'юрі продовжував зберігати публічне мовчання щодо стану свого здоров'я, кажучи, що не хоче продавати свою музику лише заради симпатії людей до нього. Він заявляв, що сповнений рішучості надалі створювати музику з «Queen» настільки довго, наскільки зможе, зазначаючи, що буде «продовжувати працювати, поки в біса не впаде». Мерк'юрі постійно турбували репортери в його лондонському будинку, що ускладнювало процес запису гуртом нового альбому. В результаті «Queen» переїхали до студії «Mountain Studios» у Монтре, де більш безпечна та спокійна атмосфера нарешті дозволила їм сконцентруватися. На початку запису альбому «Innuendo», як і у випадку з попереднім «The Miracle», гурт знову вирішив, що всі твори будуть зараховані до спільної творчості «Queen», а не окремим учасникам; Мей надалі казав, що таке рішення значно вплинуло на процес запису, у той час як Тейлор зазначав, що це допомогло усунути більшу частину тієї егоїстичної боротьби, яка зазвичай змушувала гурти розпадатися.
В спробі привернути більше уваги до альбому в США, гурт його там випустив під новим лейблом «Hollywood», що належав компанії «The Disney» «Hollywood» також придбав права на видання раніше опублікованих творів «Queen» у «Elektra Records» та «Capitol Records», і на початку 1991 року почав перевидання їхніх альбомів, присвячене 20-річчю заснування гурту.

## Композиції
Innuendo
Створення «Innuendo» бере початок із джем-сесії між Браяном Меєм, Роджером Тейлором і Джоном Діконом, виконаної у Швейцарії навесні 1989 року. Фредді Мерк'юрі був нагорі, коли почув, як вони грають біт, після чого він вирішив перетворити його в пісню, створивши мелодію і почавши писати текст. Відтоді музиканти вчетвером займалися «відшліфовуванням» треку, де Тейлор зокрема взяв на себе доопрацювання тексту (який був написаний як данина поваги гурту «Led Zeppelin» та їхній пісні «Kashmir»). Середню частину пісні, написану Мерк'юрі, додали пізніше, вона включала синтезаторний оркестр, програмуванням якого займався продюсер Девідом Річардсом, і інтерлюдію фламенко у виконанні гітариста гурту «Yes» Стіва Гау, що завітав до них у гості і був запрошений зіграти. «Innuendo» вийшла як сингл в січні 1991 року, який дебютував потраплянням на першу сходинку британського чарту.
I'm Going Slightly Mad
Створення «I'm Going Slightly Mad» розпочали в лондонському будинку Мерк'юрі, після того, як у нього з'явилася ідея написати пісню про божевілля, натхненну віршами в один рядок, які належали перу Ноела Коварда. Більша частина текстів (наприклад, «бананове дерево» або «одна голка») належала йому і його другові Пітеру Стрейкеру, який провів безсонну ніч на кухні Мерк'юрі, придумуючи все дивовижніші рядки. Музика також належить Мерк'юрі, це одна з найбільш ранніх пісень, над якими гурт працював в Монтре, коли у студію прийшов Стів Гау. У відеокліпі до пісні, знятим в чорно-білому кольорі, Мерк'юрі був одягнений в костюм з дикорослим волоссям, білі рукавички, гостроносі черевики і з надзвичайно густим макіяжем. У той час як прихильники «Queen» були дуже здивовані гуртом у відеокліпі, в документальному фільмі «Чемпіони світу», Тейлор зізнався, що з точки зору гурту, відео було затьмарене зовнішнім виглядом Мерк'юрі, який був замаскований костюмом і макіяжем, оскільки Тейлор визнавав, що Мерк'юрі виглядав «дуже хворим».
Headlong
«Headlong» — пісня Мея, яку він створив у швейцарській студії. Спочатку він записав її для свого сольного альбому, над яким він тоді працював, але почувши, як її співає Мерк'юрі, він вирішив, що для «Queen» вона підходить краще.
I Can't Live with You
«I Can't Live with You» була також написана для сольного альбому Мея. Він передав її гурту, тому що Тейлор, Дікон і Мерк'юрі дуже полюбили цей трек. Ударні запрограмував на синтезаторі Мей, а клавішне доповнення додав продюсер. Альтернативна версія цієї пісні з'явилася в альбомі-збірці «Queen Rocks» 1997 року, яка була названа як «'97 Rocks Retake». Було сказано, що це більше схоже на те, як Мей і Тейлор спочатку хотіли, щоб трек мав більш жорстке гітарне рок-звучання. Мей стверджував в інтерв'ю, що більша частина початкового демо-запису пісні потрапило на платівку, тому що її «неможливо було мікшувати».
Don't Try So Hard
Ідея створення «Don't Try So Hard» належала Мерк'юрі. Вступні ноти пісні — це фактично технічно заданий звук синтезатора «Korg M1», який з'являється при ввімкненні режиму «00: Universe». Мерк'юрі співає більшу частину пісні у фальцеті, досягаючи Ре другої октави при повному голосі у приспіві.
Ride the Wild Wind
«Ride the Wild Wind» склав Тейлор, який записав демо-запис зі своїм власним вокалом. Остаточний варіант пісні виконують Мерк'юрі на головному вокалі і Тейлор на бек-вокалі. Пісня є своєрідним продовження композиції Тейлора «I'm in Love with My Car» з альбому «A Night at the Opera», у якому основна увага приділена пристрасті Тейлора до автомобілів і гонки. Цього разу в пісні брала участь решта учасників гурту, що призвело до створення швидкої пісні з «биткими» барабанами і ритмічною бас-лінією, яка майже нота-в-ноту схожа на композицію «Shakespeare's Sister» гурту «The Smiths», внаслідок цього її ритм створює відчуття швидкості і реву двигуна. В середині пісні присутнє гітарне соло Мея, яке підкреслює відчуття «високої швидкості», а також надає пісні більш «важке» звучання. У деяких частинах пісні можна почути звук гоночного автомобіля. Пісня вийшла як сингл в Польщі, який досяг № 1.
All God's People
«All god's People» спочатку створювалася як частина альбому-проєкту Мерк'юрі «Barcelona» під назвою «Africa by Night» (крім Мерк'юрі, її було зараховано до творчості Майка Морана). Спочатку Мерк'юрі попросив Мея зіграти пісню на гітарі, до чого приєдналася решта гурту, в результаті пісня потрапила до альбому. Партії клавішних записав Моран.
These Are the Days of Our Lives
«These Are the Days of Our Lives» написав Тейлор. Гармонійно і конструктивно це одна з найпростіших пісень у каталозі творів гурту. Клавішні були запрограмовані усіма учасниками гурту в студії, а перкусію конги записав Девід Річардс. Музичне відео до цієї пісні стало останнім виступом Мерк'юрі на камеру, усвідомлюючи це, під час прощального погляду, він прямо на камеру прошепотів: «Я все ще люблю тебе» в кінці пісні. На той час, коли було створене відео, стало неможливо приховати, що Мерк'юрі серйозно хворий. Спочатку створене кольоровим, відео перетворили на чорно-біле, щоб звести до мінімуму хворобливий зовнішній вигляд Мерк'юрі. Пізніше, вийшли кольорові кадри, які показували гурт під час знімання відеокліпу, які продемонстрували, наскільки хворим був Мерк'юрі на той час.
Delilah
«Delilah» — пісня Мерк'юрі, присвячена його улюбленій черепаховій кішці на ім'я Делайла. Мей записав гітарне соло за допомогою ток-боксу. Тейлор пізніше зізнався, що йому не подобається ця пісня, заявивши: «Я ненавиджу „Делайлу“. Це не для мене». Хоча у Мерк'юрі було близько 11 кішок, Делайла була його улюбленицею.
The Hitman
Створення дуже швидкої «рокової» пісні «The Hitman» теж розпочав Мерк'юрі. Початкова версія пісні, вочевидь, була створена на клавішних й у іншому ключі. Мей узяв риф Мерк'юрі (що не було дивиною), змінив ключ й записав демо з «важкою» версією пісні. Далі Дікон переаранжував структуру мелодії, й всі музиканти разом заповнили прогалини в словах і записали пісню. Увесь фоновий спів виконав Мей. У демо-версії співав Мей, а Мерк'юрі додав слова (на кшталт «Bite the bullet baby!» («Вкуси кулю, лялечко!»)). В остаточній версії пісні весь вокал виконав Мерк'юрі, досягаючи ноти Мі другої октави.
Bijou
«Bijou» була створена за ідеєю Мерк'юрі та Мея зробити пісню «навиворіт» (щоб гітара «співала», а вокал вклинювався у паузи). Мерк'юрі придумав акорди, назву й слова, а потім він з Меєм почав працювали над партією гітари. Мерк'юрі проспівав перший рядок, після чого Мей переніс мелодію на свою гітару «Red Special». Пісню закінчили без жодного внеску Тейлора чи Дікона. Ідея не була новою, гурт «Yes» вже використовував її в пісні «Soon». Пізніше Мей називав пісню 1989 року «Where Were You» Джеффа Бека джерелом натхнення для «Bijou». 2008 року «Queen + Пол Роджерс» виконували пісню під час «Rock the Cosmos Tour» — Мей грав гітарну частину наживо, потім вмикали студійний вокал Мерк'юрі, а на екрані йшли кадри зі знаменитого концерту гурту на стадіоні «Вемблі» 1986 року, відеоряд було синхронізовано зі стрічкою.
The Show Must Go On
«The Show Must Go On» написав насамперед Мей. Первісною ідеєю була послідовність акордів, над якою працювали Тейлор і Дікон. Ритм приспіву пісні був схожий на пісню «Queen» «I Want It All» 1989 року. Мей вирішив використати послідовність, вони з Мерк'юрі придумали тему тексту і написали разом перший куплет. Після цього Мей дописав текст, доповнив вокальну мелодію і написав перехід, натхненний «Каноном Пахельбеля». Деякі ключі та ідеї були запропоновані продюсером. Пісня розповідає про те, як Мерк'юрі продовжував виступати, попри наближення кінця свого життя. Пісня спочатку не виходила як сингл в рамках просування альбому «Innuendo», вона вийшла в жовтні 1991 року, коли гурт випустив збірку «Greatest Hits II». Музичне відео до пісні містило добірку кадрів з усіх відеокліпів гурту, починаючи з 1982 року, воно вийшло для просування «Greatest Hits II». Через критично швидке згасання здоров'я Мерк'юрі на момент створення відеокліпу, нова поява гурту у ньому була неможлива. «The Show Must Go On» стала улюбленою піснею британського співака Елтона Джона, який виконав її під час Концерту пам'яті Фредді Мерк'юрі" з іншими учасниками «Queen», і Тоні Айоммі, який грав на ритм-гітарі. Друга концертна версія пісні, з Джоном на вокалі, пізніше з'явилася у збірці «Queen» «Greatest Hits III».

## Сингли
«Innuendo» стала головним синглом альбому в більшості країн, крім США, де спочатку на радіо вийшла «Headlong» як промо-сингл перед випуском альбому. Сингл вийшов 14 січня 1991 року в Європі, а потім в березні 1991 року в США як промо-сингл, ставши дванадцятим синглом «Queen», який № 1 в чартах цієї країни. Пісня мала ще один невеликий успіх в США, посівши № 17 в чарті «Billboard Mainstream Rock Tracks». Довжина і стиль треку обмежили інтерес публіки до нього, він провів лише один тиждень під № 1 у Великій Британії і швидко став втрачати свої позиції, провівши всього шість тижнів у «топ-75». Б-стороною на 7-дюймовому релізі синглу була пісня «Bijou».
«I'm Going Slightly Mad» вийшла як сингл 4 березня 1991 року, який досяг № 22 в чартах Великої Британії. В деяких країнах Б-стороною на 7-дюймовому релізі синглу була пісня «The Hitman», а в інших — «Lost Opportunity», яка була неальбомною. Пісня досягла № 1 в Гонконзі.
«Headlong» вийшла як промо-сингл у січні 1991 року в США та як сингл 13 травня 1991 року у Великій Британії. Сингл потрапив до чартів Великої Британії під № 14 і досяг № 3 в чарті США «Billboard Mainstream Rock Tracks». В деяких країнах Б-стороною 12-дюймового релізу була «All God's People» , а в інших — «Lost Opportunity», і в незначній кількості «The Hitman». 12-дюймові релізи і CD також містили «Mad The Swine».
«I Can't Live with You» вийшла як промо-сингл для радіостанцій США. У цьому двохтрековому промо-синглі, реміксованому Браяном Мелафом, були представлені дещо інші треки з провідним вокалом Мерк'юрі, гучніші і «жорсткіші» гармонійні треки, і перепрограмовані синтезаторні ударні, внаслідок чого вийшла набагато більш «енергійна» і «надмірно попсова» версія, ніж в альбомі. Сингл досяг № 28 в чарті США «Mainstream Rock Tracks».
«Ride the Wild Wind» вийшла як сингл тільки в Польщі.
«These Are the Days of Our Lives» вперше вийшла в США в день народження Мерк'юрі, 5 вересня 1991 року на касеті і на радіо. У Великій Британії сингл вийшов в грудні 1991 року після смерті Мерк'юрі, як подвійна А-сторона з «Bohemian Rhapsody». Сингл став британським різдвяним «номером один» в чарті 1991 року.
«The Show Must Go On» вийшла 14 жовтня 1991 року у Великій Британії. Сингл взяли з альбому, хоча він не виходив як сингл від «Innuendo», а вийшов для просування збірки «Greatest Hits II» («Classic Queen» в США/Канаді), досягнувши № 16 в чартах Великої Британії. Після смерті Мерк'юрі в листопаді, пісня повторно потрапила до британських чартів і провела кілька тижнів у «топ-75», як це було під час її першого виходу. Цей сингл вийшов всього за шість тижнів до смерті Мерк'юрі. 1992 року пісня вийшла на подвійній А-стороні з «Bohemian Rhapsody» в США, досягнувши № 2 в американському чарті (оригінальна Б-сторона синглу, який вийшов у жовтні 1991 року, містила «Keep Yourself Alive»).
«Delilah» вийшла як сингл тільки в Таїланді, де вона досягла № 1 в чарті синглів.

## Оцінки критиків
У 1991 році Чак Едді з «Rolling Stone» написав, що «Innuendo» був «найбільш грайливою купою на всі смаки з часів „The Game“» і «ремесло нового альбому ніяк не обійти», що на його думку означає, що гурт «нарешті вдовольнилися своїм жеребом у житті», але додав, що «„Innuendo“ настільки легкий, що ви забудете його, як лише він закінчиться — що стосовно цього гурту повинно бути в будь-якому разі». Однак у 2016 році, написавши для тієї ж публікації, Рон Харт назвав його «останнім шедевром „Queen“» і альбомом, який «сміливо протистояв смертності», порівнюючи його з останнім альбомом Девіда Бові «Blackstar».
«People» писали: «Якщо це мультиплікаційний рок-н-рол, то, принаймні, він хороший і нахабно мультяшний». В «Orange County Register» зазначалося, що «„Queen“ обходиться без будь-яких стилістичних варіацій або флірту з танцювальною музикою і пропонує своє основне звучання: багато вокальних стрибків Мерк'юрі, пухнасту гітару Мея, хорові накладення і почуття оркестрової важливості, змішане з простим хард-роком», стверджуючи, що це була «змішана сумка». «LA Times» були вражені, дізнавшись, що «Innuendo» «зроблений з м'якого, солодкого, липкого, сентиментального слизу», але додали: «Вариво насправді йде добре» і «„Queen“ не забули як грати рок».
Багато років потому «AllMusic» написав: «„Innuendo“ був відповідним способом закінчити одну з найуспішніших кар'єр року». Було продано понад 5,5 мільйонів копій.

## Трек-лист
Всі треки приписують «Queen», за винятком «All God's People», який приписують «Queen» і Майку Морану.
Весь провідний вокал виконав Фредді Мерк'юрі.

### CD
| #     | Назва                             | Автор                                | Тривалість |
| ----- | --------------------------------- | ------------------------------------ | ---------- |
| 1.    | «Innuendo»                        | Фредді Мерк'юрі Роджер Тейлор        | 6:29       |
| 2.    | «I'm Going Slightly Mad»          | Фредді Мерк'юрі                      | 4:22       |
| 3.    | «Headlong»                        | Браян Мей                            | 4:39       |
| 4.    | «I Can't Live with You»           | Браян Мей                            | 4:35       |
| 5.    | «Don't Try So Hard»               | Фредді Мерк'юрі                      | 3:39       |
| 6.    | «Ride the Wild Wind»              | Роджер Тейлор                        | 4:41       |
| 7.    | «All God's People»                | Фредді Мерк'юрі Майк Моран           | 4:19       |
| 8.    | «These Are the Days of Our Lives» | Роджер Тейлор                        | 4:12       |
| 9.    | «Delilah»                         | Фредді Мерк'юрі                      | 3:32       |
| 10.   | «The Hitman»                      | Фредді Мерк'юрі Браян Мей Джон Дікон | 4:52       |
| 11.   | «Bijou»                           | Фредді Мерк'юрі Браян Мей            | 3:37       |
| 12.   | «The Show Must Go On»             | Браян Мей                            | 4:34       |
| 53:44 |                                   |                                      |            |

| 2011 бонус-EP | 2011 бонус-EP                                           | 2011 бонус-EP                   | 2011 бонус-EP |
| #             | Назва                                                   | Автор                           | Тривалість    |
| ------------- | ------------------------------------------------------- | ------------------------------- | ------------- |
| 1.            | «I Can't Live with You» (1997 Rocks retake)             | Браян Мей                       | 4:50          |
| 2.            | «Lost Opportunity» (Б-сторона)                          | Браян Мей                       | 3:53          |
| 3.            | «Ride the Wild Wind» (рання версія з провідним вокалом) | Роджер Тейлор                   | 4:14          |
| 4.            | «I'm Going Slightly Mad» (mad mix)                      | Фредді Мерк'юрі, Пітер Стрейкер | 4:37          |
| 5.            | «Headlong» (зародок з провідним вокалом)                | Браян Мей                       | 4:44          |

| 2011 iTunes делюкс-видання, бонус-відео | 2011 iTunes делюкс-видання, бонус-відео                                                 | 2011 iTunes делюкс-видання, бонус-відео |
| #                                       | Назва                                                                                   | Тривалість                              |
| --------------------------------------- | --------------------------------------------------------------------------------------- | --------------------------------------- |
| 6.                                      | «Innuendo» (альтернативне промо-відео, 1991)                                            |                                         |
| 7.                                      | «These Are the Days of Our Lives» («Hollywood Records» альтернативне промо-відео, 1991) |                                         |
| 8.                                      | «Mad in the Making: The Making of the 'I'm Going Slightly Mad'» (промо-відео, 1991)     |                                         |

### 1991 LP
Автор музики і слів «Queen», якщо не зазначено інше. Через довжину оригінального альбому кілька треків довелося скоротити, щоб поміститися на диску без надмірного шумозаглушення або стиснення. Трек-лист також трохи відрізняється від CD-версії: «Don't Try So Hard» перемістилася на Б-сторону, між «Delilah» і «The Hitman». Деякі зі скорочених треків можна знайти на Б-стороні супутніх 12-дюймових синглів і подвійного LP «Greatest Hits II».. 
| Сторона «А» | Сторона «А»               | Сторона «А» |
| #           | Назва                     | Тривалість  |
| ----------- | ------------------------- | ----------- |
| 1.          | «Innuendo»                | 6:29        |
| 2.          | «I'm Going Slightly Mad*» | 4:04        |
| 3.          | «Headlong»                | 4:31        |
| 4.          | «I Can't Live with You»   | 4:04        |
| 5.          | «Ride the Wild Wind»      | 4:41        |
| 23:49       |                           |             |

| Сторона «Б» | Сторона «Б»                        | Сторона «Б» |
| #           | Назва                              | Тривалість  |
| ----------- | ---------------------------------- | ----------- |
| 1.          | «All God's People»                 | 3:53        |
| 2.          | «These Are the Days of Our Lives*» | 3:55        |
| 3.          | «Delilah»                          | 3:32        |
| 4.          | «Don't Try So Hard*»               | 3:32        |
| 5.          | «The Hitman*»                      | 3:43        |
| 6.          | «Bijou*»                           | 1:19        |
| 7.          | «The Show Must Go On»              | 4:31        |
| 23:06       |                                    |             |

(*) Відредаговані версії для вінілу

### 2015 LP
«Innuendo» перевидали на вінілі 25 вересня 2015 року разом з усіма іншими студійними альбомами «Queen». Це перший раз, коли альбом представили на вінілі в повному обсязі, поширеному на 2 платівки; однак, «These Are the Days of Our Lives» і «I Can't Live with You» помінялися місцями — перший тепер четвертий трек на альбомі, останній тепер восьмий.
| Сторона «А» | Сторона «А»                                      | Сторона «А» |
| #           | Назва                                            | Тривалість  |
| ----------- | ------------------------------------------------ | ----------- |
| 1.          | «Innuendo»                                       | 6:32        |
| 2.          | «I'm Going Slightly Mad» (Queen, Пітер Стрейкер) | 4:22        |
| 3.          | «Headlong»                                       | 4:38        |
| 15:32       |                                                  |             |

| Сторона «Б» | Сторона «Б»                       | Сторона «Б» |
| #           | Назва                             | Тривалість  |
| ----------- | --------------------------------- | ----------- |
| 1.          | «These Are the Days of Our Lives» | 4:13        |
| 2.          | «Don't Try So Hard»               | 3:39        |
| 3.          | «Ride the Wild Wind»              | 4:42        |
| 12:34       |                                   |             |

| Сторона «А» | Сторона «А»                            | Сторона «А» |
| #           | Назва                                  | Тривалість  |
| ----------- | -------------------------------------- | ----------- |
| 1.          | «All God's People» (Queen, Майк Моран) | 4:19        |
| 2.          | «I Can't Live with You»                | 4:33        |
| 3.          | «Delilah»                              | 3:32        |
| 12:24       |                                        |             |

| Сторона «Б» | Сторона «Б»           | Сторона «Б» |
| #           | Назва                 | Тривалість  |
| ----------- | --------------------- | ----------- |
| 1.          | «The Hitman»          | 4:56        |
| 2.          | «Bijou»               | 3:37        |
| 3.          | «The Show Must Go On» | 4:31        |
| 13:04       |                       |             |

## Кліпи до альбому
1. «Innuendo» — кліп складається з різноманітних візуальних ефектів (анімаційні замальовки, пластилінові чоловічки, і кадри військової хроніки). Всі знімання музикантів в «Innuendo» взяли з інших кліпів.
2. «I'm Going Slightly Mad» — кліп являє собою пантоміму. Мерк'юрі переодягнений в клоуна, з великою кількістю гриму на обличчі, щоб приховати зовнішні ознаки своєї хвороби. Знімання постійно переривалося. Щоб приховати худорлявість, Фредді надів на себе кілька шарів одягу.
3. «Headlong» — кліп міг стати останнім для гурту, оскільки ніхто з музикантів не був упевнений у завтрашньому дні. Мерк'юрі знімався майже без гриму, тому видно, наскільки змінилося його обличчя і фігура.
4. «These Are the Days of Our Lives» — останній кліп Фредді Мерк'юрі; знятий на чорно-білу плівку. Існує також версія з анімаційними вставками студії Діснея. Кліп не сюжетний — Фредді просто співає перед камерою. Останні слова кліпу стали посланням співака своїм фанатам: «Я все ще люблю тебе».
5. «The Show Must Go On» — кліп складається з кадрів хроніки, інтерв'ю та інших кліпів. Фредді вже не міг зніматися, тому замість нового знімання було вирішено використовувати наявний матеріал. Відеоряд являє собою не хаотичний набір плівки, а цілком закінчений і самостійний кліп, який ідеально ліг на пісню.

## Учасники запису
Queen
- Фредді Мерк'юрі — головний вокал (всі треки), бек-вокал (1-4, 6-9), клавішні (1, 2, 5, 6, 8-11), драм-машина (2, 9)
- Браян Мей — електрогітара (всі треки), бек-вокал (2-4, 10, 12), клавішні (3, 4, 12), драм-машина (3, 4), акустична гітара (1)
- Роджер Тейлор — ударні (1-3, 5-8, 10, 12), бек-вокал (3-4, 6, 12), перкусія (1, 7, 8), клавішні (6, 8), драм-машина (2)
- Джон Дікон — бас-гітара (всі, крім 11)

Додатковий персонал
- Стів Гау — акустична гітара (1)
- Майкл Моран — клавішні (7)
- Девід Річардс — продюсування, інженерінг, клавішні (4, 8)
- Ноель Харріс — асистент інженера
- Джастін Ширлі-Сміт — асистент інженера
- Річард Грей — дизайн конверта
- Жан Гранвіль (1803–47) — ілюстрації
- Анджела Ламлі — додаткові ілюстрації
- Саймон Фолер — фотографування

## Чарти
| Чарт (1991)                                      | Позиція |
| ------------------------------------------------ | ------- |
| Австралія (ARIA Charts)                          | 6       |
| Австрія (Австрійський чарт альбомів)             | 2       |
| Канада (RPM)                                     | 16      |
| Нідерланди (MegaCharts)                          | 1       |
| Франція (SNEP)                                   | 9       |
| Німеччина (Media Control Charts)                 | 1       |
| Італія (Італійський чарт альбомів)               | 1       |
| Японія (Oricon)                                  | 17      |
| Нова Зеландія (Official New Zealand Music Chart) | 6       |
| Норвегія (VG-lista)                              | 8       |
| Іспанія (PROMUSICAE)                             | 3       |
| Швеція (Sverigetopplistan)                       | 9       |
| Швейцарія (Schweizer Hitparade)                  | 1       |
| Велика Британія (UK Albums Charts)               | 1       |
| США (Billboard 200)                              | 30      |

| Чарт (1991)                          | Позиція |
| ------------------------------------ | ------- |
| Австрія (Австрійський чарт альбомів) | 33      |
| Канада (RPM)                         | 60      |
| Італія (Італійський чарт альбомів)   | 9       |
| Швейцарія (Schweizer Hitparade)      | 7       |
| Велика Британія (UK Albums Charts    | 31      |

| Країна                                                  | Сертифікація | Продано  |
| ------------------------------------------------------- | ------------ | -------- |
| Австрія (IFPI)                                          | Платина      | 50,000*  |
| Канада (Music Canada)                                   | Золото       | 50,000^  |
| Фінляндія (Musiikkituottajat)                           | Золото       | 38,221   |
| Франція (SNEP)                                          | Платина      | 324,600  |
| Німеччина (BVMI)                                        | Платина      | 500,000^ |
| Нідерланди (NVPI)                                       | 2×Платина    | 200,000^ |
| Мексика (AMPROFON)                                      | 2×Платина    | 200,000^ |
| Польща (ZPAV) перевидання лейблу Agora SA 2009 року     | Платина      | 20,000*  |
| Іспанія (PROMUSICAE)                                    | Платина      | 100,000^ |
| Швейцарія (IFPI)                                        | 2×Платина    | 100,000^ |
| Велика Британія (BPI)                                   | Платина      | 300,000^ |
| США (RIAA)                                              | Золото       | 500,000^ |
| * Дані про продажі, засновані тільки на сертифікації    |              |          |
| ^ Дані про постачання, засновані тільки на сертифікації |              |          |